# The America We Deserve
The America We Deserve is een boek uit 2000 over politiek, dat werd geschreven door de Amerikaanse zakenman Donald Trump, die later de president van de Verenigde Staten werd, met hulp van auteur Dave Shiflett. Het boek kwam uit in januari 2000 toen Trump overwoog om zich kandidaat te stellen voor de Reform Party. Het boek bevat een weergave van de beleidsvoorstellen die Trump wilde doen, mocht hij ooit president worden.